# بئاپومبو I
بئاپومبو I (به لاتین: Beapombo I) یک منطقهٔ مسکونی در ماداگاسکار است که در بتروکا واقع شده‌است. بئاپومبو I ۷٬۰۰۰ نفر جمعیت دارد و ۷۵۲ متر بالاتر از سطح دریا واقع شده‌است.